# 악샤이 쿠마르
악샤이 쿠마르(Akshay Kumar, 1967년 9월 9일 ~ )는 인도의 배우이다.

## 출연 작품

### 영화
- 내 마음이 미쳤나봐
- 헤비 베이비
- 옴 샨티 옴
- 조커 (2012년 영화)
- 브라더스 (2015년 영화)
- 에어리프트
- 패드맨
- 2.0 (영화)
- 블랭크 (영화)
- 스파이 게임

### 텔레비전
- 인간과 자연의 대결

## 성우
- 트랜스포머: 달의 어둠